# Луцкая война
Луцкая война (пол. Wojna łucka) — вооружённый конфликт между Польским королевством и Великим княжеством Литовским в июне-августе 1431 года. Эта война стала причиной нового польско-тевтонского конфликта 1431—1435 годов и прелюдией к гражданской войне в Литве.

## Причины войны
27 октября 1430 года скончался великий князь литовский Витовт (1392—1430), не оставив после себя наследников мужского пола. Формально верховным сюзереном Литвы считался польский король Владислав Ягелло (1386—1434), двоюродный брат Витовта. Но литовские магнаты собрали съезд в Вильно, где избрали новым великим князем литовским Болеслава Свидригайло, младшего брата польского короля. Свидригайло, давний соперник Витовта, хотя и был католиком, выступал против унии Великого княжества Литовского с Польшей. Владислав Ягелло рассчитывал посадить на литовский великокняжеский престол одного из своих сыновей. Свидригайло стремился к полной независимости Великого княжества Литовского от Польского королевства. Ещё в 1430 году Свидригайло приказал взять под стражу своего старшего брата Владислава Ягелло, находившегося тогда в Вильно. Свидригайло занял Вильно и Троки, вынудив пленного Владислава Ягелло признать его в качестве великого князя литовского.
Ситуация усугубилась вмешательством польских магнатов, которые, узнав о заточении своего короля, захватили некоторые литовские пограничные замки, в том числе Каменец-Подольский, Червоноград и Скалу. Под давлением Свидригайло Ягелло вынужден был отдать приказ об освобождении захваченных литовских замков, но поляки продолжали их удерживать. В ответ Свидригайло с литовским войском взял Збараж и Олеско, разорив окрестности Львова и Теребовля.
Готовясь к войне против Польши, великий князь литовский Свидригайло заключил союзы с Тевтонским и Ливонским орденами, Молдавией и Золотой Ордой. Кроме того, его поддерживал германский император и венгерский король Сигизмунд Люксембургский.
Эти враждебные действия со стороны Свидригайло вызвали большое раздражение при королевском дворе в Вавеле. По приказу Свидригайло был арестован польский посланец и королевский секретарь Ян Лютек из Бжезе. В начале 1431 года Владислав Ягелло был освобождён из заключения и вернулся в Польшу, пообещав вернуть ВКЛ все захваченные пограничные города и замки.

## Война
Военные действия начались в третьей декаде июня 1431 года. 25 июня 1431 года польский король Владислав Ягелло с войском выступил из Перемышля на Городло. Ещё раньше передовые польских отряды выступили на Збараж, Городло и другие замки, занятые литовскими гарнизонами. В начале июля польская армия захватила основные города и замки Волыни, которая после смерти великого князя литовского Витовта считалась владением польской короны. 9 июля король с войском находился в Городле, на границе с Волынью. Оттуда он разослал грамоты с объявлением войны своему брату Свидригайло, великому магистру Тевтонского ордена и германскому императору. В течение двух недель Ягелло простоял лагерем под Городло, ожидая прибытия подкреплений. В середине июля Ягелло продолжил своё наступление на литовские владения. Великий князь Свидригайло получил известия о польском вторжении в Вильно, сообщил об этом тевтонским рыцарям-крестоносцам, призывая их напасть на северные польские владения, а сам двинулся на Волынь. При приближении польской армии литовские гарнизоны сожгли и покинули Збараж и Владимир-Волынский. Первая стычка произошла недалеко от Устилуга, где польские рыцари разбили превосходящие литовско-татарские силы. Литовцы сжигали окружающие их укрепления и отступали вглубь своей территории. После подхода малопольского ополчения Владислав Ягелло прибыл из Городло во Владимир и, разорив его окрестности, выступил на Луцк.
В конце июля королевская армия приблизилась к Луцку, столице Волынской земли. По дороге польские войска были усилены подошедшим великопольским ополчением. 6-тысячный польский отряд под командованием князя Казимира Белзского был отправлен против русинов, сторонников Свидригайло, поднявших мятеж в Белзском княжестве. Сам великий князь литовский Свидригайло тем временем собрал большие силы и расположился станом в Луцке. 31 июля шесть польских хоругвей столкнулись с передовыми литовскими отрядами на реке Стырь. При приближении главных сил польского короля Свидригайло сжёг город и отступил, оставив 4-тысячный гарнизон в Луцком замке под командованием одного из своих лучших военачальников, старосты луцкого Станко Юрши. Во время боя сам великий князь литовский получил ранение. На следующий день польские войска приступили к осаде Луцкого замка. 13 августа поляки предприняли штурм замка, но были отбиты. В тот же день между луцким старостой Юршей и польским командованием было заключено 4-дневное перемирие.
17 августа литовцы возобновили военные действия. Поляки вновь попытались захватить штурмом замок, но потерпели неудачу. В это же время другие литовские отряды захватили Ратно и ворвались в Хелмскую землю, но были разбиты хелмским старостой. Литовцы попытались захватить замок Кременец, но потерпели поражение от Петра Шафранца. 20 августа было заключено 6-дневное перемирие. В это время в войну против Польши на стороне Свидригайло вступили тевтонские крестоносцы, напавшие на Куявскую и Добжинскую земли, и молдаване, вторгшиеся в Подольскую и Галицкую земли польской короны. Польский отряд под командованием братьев Теодориха и Михаила Бучацких, высланный из-под Луцка, нанёс поражение молдавскому господарю Александру Доброму в битве под Каменцем и вынудил его покинуть польские владения. Польский король Владислав Ягелло предлагал продлить срок перемирия, но поляки произвели новую атаку на Луцк, потерпев очередную неудачу. В конце концов, 1 сентября 1431 года великий князь литовский Свидригайло в Старом Чарторийске заключил двухлетнее перемирие с польским королём (до 24 июня 1433 года). Польская корона сохранила за собой Западную Подолию с городами Каменец-Подольский, Червоноград, Смотрич и Скала. Великое княжество Литовское удержало под своим контролем Восточную Подолию и Волынь.

## Итоги
Конец Луцкой войны не принёс успеха польской короне, обе стороны сохранили за собой спорные пограничные земли, которые они удерживали на момент заключения соглашения о перемирии. Польша на несколько лет оказалась втянута в новую войну с Тевтонским орденом (1431—1435). Поляки не смогли добиться свержения Свидригайло с литовского великокняжеского престола. Польша и Литва не смогли провести демаркацию новых границ из-за новых разногласий и недоразумений.
В 1432 году князь стародубский Сигизмунд Кейстутович, младший брат Витовта, пользовавшийся поддержкой польской короны и крупных литовских магнатов-католиков, поднял восстание против своего двоюродного брата Свидригайло и захватил литовский великокняжеский престол. В Великом княжестве Литовском началась гражданская война (1432—1437).